# Orthione furcata
Orthione furcata är en kräftdjursart som först beskrevs av Richardson1904.  Orthione furcata ingår i släktet Orthione och familjen Bopyridae. Inga underarter finns listade i Catalogue of Life.